# Список дипломатических миссий Тринидада и Тобаго

Список дипломатических миссий Тринидада и Тобаго составляет незначительное количество представительств, преимущественно в странах-членах Британского содружества, где эти миссии возглавляют высшие комиссары в ранге послов.

## Европа
- Бельгия, Брюссель (посольство)
- Великобритания, Лондон (высший комиссариат)

## Америка
- Канада, Оттава (высший комиссариат)
  - Торонто (генеральное консульство)
- Коста-Рика, Сан-Хосе (посольство)
- Ямайка, Кингстон (высший комиссариат)
- США, Вашингтон (посольство)
  - Майами (генеральное консульство)
  - Нью-Йорк (генеральное консульство)
- Бразилия, Бразилиа (посольство)
- Венесуэла, Каракас (посольство)

## Африка
- Нигерия, Абуджа (высший комиссариат)
- ЮАР, Претория (высший комиссариат)
- Уганда, Кампала (высший комиссариат)

## Азия
- Индия, Нью-Дели (высший комиссариат)

## Международные организации
- - Брюссель (представительство при ЕС)
  - Женева (постоянная миссия при учреждениях ООН)
  - Нью-Йорк (постоянная миссия при ООН)
  - Вашингтон (постоянная миссия при ОАГ)